# Paul Hocheisen

Paul Hocheisen

Paul Friedrich Karl Hocheisen (* 27. Mai 1870 in Beilstein (Württemberg); † 22. Dezember 1944 in Heidenheim an der Brenz) war ein deutscher Arzt, Sanitätsoffizier und Politiker (NSDAP).

## Leben
Hocheisen wurde als Sohn eines Arztes geboren. Er besuchte ein Gymnasium in Stuttgart. 1888–1892 studierte er an der Medizinisch-Chirurgischen Akademie für das Militär Medizin. Er wurde Mitglied der Pépinière-Corps Suevo-Borussia (1889) und Saxonia (1907). 1892 wurde er von der Friedrich-Wilhelms-Universität zu Berlin zum Dr. med. promoviert.

### Württemberg
Im selben Jahr legte er das Staatsexamen ab und begann eine Karriere als aktiver Sanitätsoffizier in der Württembergischen Armee. Er diente im Infanterie-Regiment „Kaiser Friedrich, König von Preußen“ (7. Württembergisches) Nr. 125, im Grenadier-Regiment „Königin Olga“ (1. Württembergisches) Nr. 119, im Grenadier-Regiment „König Karl“ (5. Württembergisches) Nr. 123, im Infanterie-Regiment „Kaiser Wilhelm, König von Preußen“ (2. Württembergisches) Nr. 120 und im Württembergischen Kriegsministerium. 1894 wurde er als Arzt approbiert. 1899 bestand er noch das Staatsexamen für Württembergs ärztlichen Staatsdienst. Es folgten Ausbildungen zum Facharzt für Chirurgie am Stuttgarter Karl-Olga-Krankenhaus sowie für Frauenkrankheiten an der Berliner Charité. 1909 heiratete er. Im Ersten Weltkrieg diente Hocheisen von 1914 bis 1918 bei der 54. Reserve-Division (2. Königlich Württembergische) und wurde am 6. Mai 1916 durch einen Hals- und Lungenschuss verwundet. Er erhielt das Eiserne Kreuz II. und I. Klasse, das Ritterkreuz des Württembergischen Militärverdienstordens und das Ritterkreuz des Ordens der Württembergischen Krone mit Schwertern. 1919 trat Hocheisen in die Reichswehr ein, wo er zunächst Divisionsarzt bei der 5. Division, dann Gruppenarzt beim Gruppenkommando 2 in Kassel wurde. Am 30. April 1929 nahm Hocheisen seinen Abschied aus der Reichswehr mit dem Charakter als Generaloberstabsarzt.

### Nationalsozialismus
Zum 1. August 1929 trat Hocheisen in die NSDAP ein (Mitgliedsnummer 145.058). 1930 wurde er Mitglied der Sturmabteilung (SA). Am 3. Juni 1930 wurde er zum SA-Reichsarzt, ab August des Jahres im Rang eines SA-Gruppenführers, ernannt und damit beauftragt, ein Gesundheits- und Sanitätswesen innerhalb der SA zu organisieren. Im Zeitraum ab 1931 trug er innerhalb der OSAF den Titel Reichsarzt. Ab November 1932 war er Chef des Sanitätswesens der SA und zugleich Chef der Abteilung Sanitätswesen in der Obersten SA-Führung. Im April 1933 wurde er zum SA-Obergruppenführer befördert und blieb Abteilungsleiter in der SA-Führung.
Bei der Reichstagswahl Juli 1932 wurde Hocheisen als Kandidat der NSDAP für den Wahlkreis 28 (Dresden-Bautzen) in den Reichstag (Weimarer Republik) gewählt, dem er in der Folge ohne Unterbrechung bis zu seinem Tod im Dezember 1944 angehörte. Ab März 1933 vertrat Hocheisen den Wahlkreis 29 (Leipzig), anschließend von März 1936 bis Dezember 1944 den Wahlkreis 15 (Osthannover).
Im Mai 1933 wurde Hocheisen zum Beauftragten des Reichsministers des Innern bei der Dienststelle des Kommissars der Freiwilligen Krankenpflege ernannt. In dieser Funktion führte er in der Reichsregierung die Verhandlungen für eine neue Satzung des Deutschen Roten Kreuzes (DRK), deren Neuerarbeitung auf einer außerordentlich Mitgliederversammlung am 8. Juni 1933 beschlossen wurde. Am 1. November 1933 wurde Hocheisen zum Generalinspekteur des Sanitätswesens der SA ernannt.

### Deutsches Rotes Kreuz
Am 2. Dezember 1933 folgte die Ernennung zum Vizepräsidenten des DRK. Im Januar 1934 wurde er zum stellvertretenden Reichskommissar der Freiwilligen Krankenpflege ernannt. In dieser Funktion forcierte Hocheisen die Gleichschaltung der Institution im nationalsozialistischen Sinne.
Horst Seithe sieht die Ernennung Hocheisens zum DRK-Vizepräsidenten vor allem als eine Stärkung der Machtposition von Innenminister Wilhelm Frick: „Mit Dr. Hocheisen hatte der Reichsinnenminister Frick zusätzlich eine Vertrauensperson in eine wichtige Stellung befördert, von der aus Ministerium und Partei das DRK in ihrem Sinne beeinflussen konnten.“
Im Laufe des Jahres 1934 konnte Hocheisen sich gegenüber dem Präsidenten des DRK, Carl Eduard (Sachsen-Coburg und Gotha), durchsetzen. Er übernahm de facto die Kontrolle über die Amtsgeschäfte des DRK-Präsidenten, während sein „Vorgesetzter“ Coburg als dem nominellen Präsidenten nur mehr repräsentative Aufgaben zukamen. Nach den Ereignissen des sogenannten Röhm-Putsches und der damit einhergehenden weitgehenden Entmachtung der SA verlor Hocheisen zwar ein Stück seiner Autorität. Dennoch konnte er seine Tätigkeit als eigentlich geschäftsführender Präsident des DRK noch bis Ende 1936 fortsetzen.
Im Dezember 1936 musste Hocheisen seinen Posten zugunsten eines Kandidaten der SS, Ernst-Robert Grawitz, räumen. Er schied zum 1. Januar als DRK-Präsident aus, nachdem er zuvor von Frick dazu veranlasst worden war, ein Gesuch bei ihm, Frick, einzureichen in dem er, Hocheisen, Frick darum bat, ihn von seinem Posten zu entbinden. Dieses umständliche Manöver verfolgte den Zweck, nach außen den Eindruck zu erwecken, dass der Rücktritt freiwillig und auf Wunsch Hocheisens erfolgen würde. Offiziell wurde Hocheisens Rücktritt damit begründet, dass dieser wegen der Folgen eines schweren Unfalls bzw. aus gesundheitlichen Gründen um seine Amtsenthebung gebeten habe. Zur Entschädigung für den Verlust seines Amtes wurde Hocheisen am 18. Dezember 1936 in einer von Hitler unterschriebenen Urkunde zum Ehrenpräsidenten des DRK ernannt.
Er war Ehrenmitglied des Corps Suevo-Borussia.

## Schriften
- Die intravenösen Kollargolinjektionen bei Puerperalfieber, Berlin 1906.